# Кассели, Карлос
Ка́рлос Умбе́рто Кассе́ли Гарри́до (исп. Carlos Humberto Caszely Garrido; 5 июля 1950, Сантьяго) — чилийский футболист, инсайд. 
По мнению официального сайта клуба «Коло-Коло», является идолом болельщиков и одним из величайших футболистов в истории своей страны. Участник двух чемпионатов мира: 1974 и 1982. Кассели является первым футболистом, получившим красную карточку в матче чемпионата мира. 5-кратный чемпион Чили в составе «Коло-Коло». Лучший футболист Кубка Америки 1979 года.

## Карьера

### Клубная
Карлос Кассели дебютировал в составе «Коло-Коло» в 1967 году в матче против уругвайского «Пеньяроля». 30 июля того же года он дебютировал в чемпионате Чили в матче против «Сантьяго Морнинг». Цвета «Коло-Коло» Кассели защищал в общей сложности на протяжении 15 сезонов. В составе «Коло-Коло» Кассели провёл 324 официальных матча, из них 288 в чемпионате, стал 5-кратным чемпионом Чили, 3-кратным обладателем Кубка Чили, а также финалистом Кубка Либертадорес 1973 года. Помимо этого Кассели является 3-кратным лучшим бомбардиром чемпионата Чили, и лучшим бомбардиром Кубка Либертадорес 1973. После военного переворота в Чили Кассели, не скрывающий своих левых политических взглядов, принял предложение президента испанского клуба второго дивизиона «Леванте» Мануэля Грау Торральбы и перебрался в Испанию. В своём дебютном сезоне 1973/74 Кассели забил 15 мячей, что однако не спасло «Леванте», который занял 19-е место и вылетел в третий дивизион. Сезон 1974/75 Леванте закончил на втором месте, что не давало права подняться обратно во второй дивизион, однако Кассели заметили в «Эспаньоле». В каталонском клубе Кассели провёл 3 сезона, проведя в общей сложности в высшем дивизионе 46 матчей и забив 20 голов. Закончил карьеру Кассели в 1986 году в эквадорском клубе «Барселона» из города Гуаякиль.

### В сборной
В сборной Чили Кассели дебютировал 28 мая 1969 года в товарищеском матче со сборной Аргентины, завершившимся со счётом 1:1, после чего на протяжении 16 лет являлся её ключевым игроком. В составе сборной Кассели принял участие в двух чемпионатах мира 1974 и 1982 годов и стал финалистом Кубка Америки 1979 года, на том же турнире его признали лучшим игроком. Кассели является первым футболистом, получившим красную карточку в матче чемпионата мира, это удаление произошло на чемпионате 1974 года в матче против сборной ФРГ. Свой последний матч за сборную Кассели сыграл против сборной Бразилии 21 мая 1985 года, тот матч чилийцы выиграли со счётом 2:1, а сам Кассели отметился забитым голом. Всего же за сборную Кассели сыграл 47 официальных матчей, в которых забил 27 голов.
| №  | Дата             | Соперник   | Счёт | Голы | Турнир                       |
| 1  | 28 мая 1969      | Аргентина  | 1:1  | -    | Товарищеский матч            |
| 2  | 22 марта 1970    | Бразилия   | 0:5  | -    | Товарищеский матч            |
| 3  | 26 марта 1970    | Бразилия   | 1:2  | -    | Товарищеский матч            |
| 4  | 31 мая 1972      | Аргентина  | 3:4  | 1    | Кубок Карлоса Диттборна      |
| 5  | 14 июня 1972     | Эквадор    | 2:1  | 1    | Кубок независимости Бразилии |
| 6  | 18 июня 1972     | Португалия | 1:4  | 1    | Кубок независимости Бразилии |
| 7  | 21 июня 1972     | Ирландия   | 2:1  | 1    | Кубок независимости Бразилии |
| 8  | 25 июня 1972     | Иран       | 2:1  | 1    | Кубок независимости Бразилии |
| 9  | 16 августа 1972  | Мексика    | 0:2  | -    | Товарищеский матч            |
| 10 | 27 сентября 1972 | Аргентина  | 0:2  | -    | Кубок Карлоса Диттборна      |
| 11 | 14 апреля 1973   | Гаити      | 1:1  | -    | Товарищеский матч            |
| 12 | 24 апреля 1973   | Эквадор    | 1:1  | 1    | Товарищеский матч            |
| 13 | 29 апреля 1973   | Перу       | 0:2  | -    | Отборочный матч к ЧМ 1974    |
| 14 | 13 мая 1973      | Перу       | 2:0  | -    | Отборочный матч к ЧМ 1974    |
| 15 | 13 июля 1973     | Аргентина  | 4:5  | 1    | Кубок Карлоса Диттборна      |
| 16 | 18 июля 1973     | Аргентина  | 3:1  | 2    | Кубок Карлоса Диттборна      |
| 17 | 5 августа 1973   | Перу       | 2:1  | -    | Отборочный матч к ЧМ 1974    |
| 18 | 20 сентября 1973 | Мексика    | 2:1  | 2    | Товарищеский матч            |
| 19 | 26 сентября 1973 | СССР       | 0:0  | -    | Отборочный матч к ЧМ 1974    |
| 20 | 14 июня 1974     | ФРГ        | 0:1  | -    | Чемпионат мира 1974          |
| 21 | 22 июня 1974     | Австралия  | 0:0  | -    | Чемпионат мира 1974          |
| 22 | 29 августа 1979  | Венесуэла  | 7:0  | -    | Кубок Америки 1979           |
| 23 | 5 сентября 1979  | Колумбия   | 2:0  | 1    | Кубок Америки 1979           |
| 24 | 17 октября 1979  | Перу       | 2:1  | 2    | Кубок Америки 1979           |
| 25 | 24 октября 1979  | Перу       | 0:0  | -    | Кубок Америки 1979           |
| 26 | 28 ноября 1979   | Парагвай   | 0:3  | -    | Кубок Америки 1979           |
| 27 | 5 декабря 1979   | Парагвай   | 1:0  | -    | Кубок Америки 1979           |
| 28 | 11 декабря 1979  | Парагвай   | 0:0  | -    | Кубок Америки 1979           |
| 29 | 20 августа 1980  | Уругвай    | 0:0  | -    | Товарищеский матч            |
| 30 | 14 марта 1981    | Бразилия   | 1:2  | 1    | Товарищеский матч            |
| 31 | 19 марта 1981    | Колумбия   | 2:1  | 2    | Товарищеский матч            |
| 32 | 30 марта 1981    | Перу       | 1:0  | -    | Товарищеский матч            |
| 33 | 19 апреля 1981   | Перу       | 3:0  | 1    | Товарищеский матч            |
| 34 | 24 мая 1981      | Эквадор    | 0:0  | -    | Отборочный матч к ЧМ 1982    |
| 35 | 14 июня 1981     | Эквадор    | 2:0  | 1    | Отборочный матч к ЧМ 1982    |
| 36 | 21 июня 1981     | Парагвай   | 3:0  | 1    | Отборочный матч к ЧМ 1982    |
| 37 | 5 июля 1981      | Испания    | 1:1  | 1    | Товарищеский матч            |
| 38 | 15 июля 1981     | Уругвай    | 0:0  | -    | Кубок Хуана Пинто Дурана     |
| 39 | 5 августа 1981   | Перу       | 2:1  | 2    | Товарищеский матч            |
| 40 | 26 августа 1981  | Бразилия   | 0:0  | -    | Товарищеский матч            |
| 41 | 18 мая 1982      | Румыния    | 2:3  | 1    | Товарищеский матч            |
| 42 | 17 июня 1982     | Австрия    | 0:1  | -    | Чемпионат мира 1982          |
| 43 | 24 июня 1982     | Алжир      | 2:3  | -    | Чемпионат мира 1982          |
| 44 | 17 марта 1985    | Эквадор    | 6:2  | 2    | Отборочный матч к ЧМ 1986    |
| 45 | 24 марта 1985    | Уругвай    | 2:0  | -    | Отборочный матч к ЧМ 1986    |
| 46 | 7 апреля 1985    | Уругвай    | 1:2  | -    | Отборочный матч к ЧМ 1986    |
| 47 | 21 мая 1985      | Бразилия   | 2:1  | 1    | Товарищеский матч            |

Итого: 47 матчей / 27 голов; 20 побед, 12 ничьих, 15 поражений.

## Достижения

### Командные
Сборная Чили
- Серебряный призёр Кубка Америки: 1979
- Обладатель Кубка Карлоса Диттборна: 1973

 «Коло-Коло»
- Чемпион Чили (5): 1970, 1972, 1979, 1981, 1983
- Серебряный призёр чемпионата Чили (2): 1973, 1982
- Бронзовый призёр чемпионата Чили (3): 1967, 1980, 1985
- Обладатель Кубка Чили (3): 1981, 1982, 1985
- Финалист Кубка Чили (2): 1979, 1980
- Финалист Кубка Либертадорес: 1973

 «Барселона» (Гуаякиль)
- Серебряный призёр чемпионата Эквадора: 1986

### Личные
- Лучший футболист Кубка Америки: 1979
- Номинант на звание лучшего футболиста Южной Америки (3): 1973, 1974, 1979
- Лучший бомбардир Кубка Либертадорес: 1973 (9 голов)
- Лучший бомбардир чемпионата Чили (3): 1979 (20 голов), 1980 (26 голов), 1981 (20 голов)